# WriterDuet
WriterDuet es un software para escribir y editar guiones y otras formas de medios de comunicación.

## Historia
WriterDuet fue fundado en 2013 por Guy Goldstein.
En abril de 2015, WriterDuet adquirió el dominio de Scripped.com justo después de que cerraran, citando una falla técnica grave.
En agosto de 2016, WriterDuet lanzó una versión de su software en China.
En mayo de 2018, WriterDuet incluyó funciones de análisis de test de Bechdel para abordar problemas de diversidad de género en la industria de la escritura de guiones.
En 2018, WriterDuet publicó WriterSolo, una versión sin conexión de su aplicación que se ejecuta en el navegador y abre/guarda archivos en la computadora, Dropbox, Google Drive e iCloud.
En julio de 2019, WriterDuet hizo que la aplicación de navegador y la aplicación de escritorio WriterSolo estuvieran disponibles bajo la dirección web FreeScreenwriting.com.

## Características
WriterDuet se utiliza principalmente para delinear, escribir y formatear guiones según los estándares recomendados por AMPAS. También admite formatos para teatro, novelas y videojuegos. El software funciona con Firebase, lo que permite a los usuarios escribir juntos en tiempo real desde varios dispositivos.
Los principales competidores de WriterDuet en la industria de la escritura de guiones son Final Draft, Celtx y Movie Magic Screenwriter.